# Charlie Walker
Charles Levi Walker (* 2. November 1926 in Copeville, Texas; † 12. September 2008 in Hendersonville, Tennessee) war ein US-amerikanischer Country-Musiker und DJ.

## Leben
Walker wuchs in auf der Baumwollfarm seines Vaters auf, welcher ihn auch zu einer musikalischen Karriere ermutigte. 1943 schloss sich Walker als Sänger und Gitarrist der Musikgruppe Bill Boyd’s Cowboy Ramblers an. Während des Zweiten Weltkriegs diente er als Soldat und arbeitete in Tokio für das Armed Forces Radio Network als Discjockey.
Nach Kriegsende ging Walker nach San Antonio, wo er 1951 beim Radiosender KMAC Arbeit fand. Er blieb ein Jahrzehnt lang bei KMAC, bevor er 1961 für drei Jahre zu KENS in San Antonio wechselte.
Walker trat weiterhin als Musiker auf und unterzeichnete 1956 einen Vertrag mit Decca Records. Seine erste Single für das Label, Only You, Only You, schaffte es in die Top 10. Es folgten drei kleinere Hits, bevor er zunächst zu Columbia Records und in der Folge zu Epic wechselte. Zwischen 1965 und 1967 trat Walker mehrfach im Golden Nugget Las Vegas auf. 1967 wurde der Musiker Mitglied der Grand Ole Opry und trat mehrfach auf dem Wembley Festival in London auf. 1981 wurde Walker in die Country Music DJ Hall of Fame aufgenommen.
1985 spielte er in Sweet Dreams, der Oscar-nominierten Filmbiografie über Patsy Cline den Sänger Cowboy Copas.
Walker war Mitglied der Freimaurerloge von Hendersonville, Freimaurer des schottischen Ritus im 33. Grad und Mitglied der Al Menah Shriners. Er organisierte regelmäßig Golfturniere, um die Einnahmen an Kinderkrankenhäuser zu spenden. Der Musiker verstarb 2008 an den Folgen einer Darmkrebserkrankung.

## Diskografie

### Alben
| Jahr | Titel                    | Höchstplatzierung, Gesamtwochen, AuszeichnungChartsChartplatzierungen (Jahr, Titel, Platzierungen, Wochen, Auszeichnungen, Anmerkungen) | Anmerkungen |
| Jahr | Titel                    | Country | Anmerkungen |
| ---- | ------------------------ | --- | ----------- |
| 1967 | Don’t Squeeze My Sharmon | Country16 (8 Wo.)Country |             |

Weitere Alben
- 1961: Greatest Hits
- 1695: Close All the Honky Tonks
- 1966: Born to Lose
- 1966: Wine, Women and Walker
- 1968: Country Style
- 1969: He Is My Everything
- 1971: Honky Tonkin’
- 1972: I Don’t Mind Goin’ Under
- 1973: Break Out the Bottle / Bring On the Music
- 1979: Texas Gold

### Singles
| Jahr | Titel Album                                                                  | Höchstplatzierung, Gesamtwochen, AuszeichnungChartsChartplatzierungen (Jahr, Titel, Album, Platzierungen, Wochen, Auszeichnungen, Anmerkungen) | Anmerkungen                     |
| Jahr | Titel Album                                                                  | Country | Anmerkungen                     |
| ---- | ---------------------------------------------------------------------------- | --- | ------------------------------- |
| 1956 | Only You, Only You –                                                         | Country9 (2 Wo.)Country | Charteintritt 28. Januar 1956   |
| 1958 | Pick Me Up on Your Way Down Greatest Hits                                    | Country2 (6 Wo.)Country | Charteintritt 20. Oktober 1958  |
| 1959 | I’ll Catch You When You Fall Greatest Hits                                   | Country16 (9 Wo.)Country | Charteintritt 8. Juni 1959      |
| 1959 | When My Conscience Hurts the Most Greatest Hits                              | Country22 (1 Wo.)Country | Charteintritt 2. November 1959  |
| 1960 | Who Will Buy the Wine Greatest Hits                                          | Country11 (15 Wo.)Country | Charteintritt 16. Mai 1960      |
| 1961 | Facing the Wall Greatest Hits                                                | Country25 (3 Wo.)Country | Charteintritt 6. Februar 1961   |
| 1964 | Close All the Honky Tonks                                                    | Country17 (15 Wo.)Country | Charteintritt 28. November 1964 |
| 1965 | Wild as a Wildcat –                                                          | Country8 (18 Wo.)Country | Charteintritt 5. Juni 1965      |
| 1965 | He's a Jolly Good Fellow Wine, Women and Walker                              | Country39 (7 Wo.)Country | Charteintritt 4. Dezember 1965  |
| 1966 | The Man in the Little White Suit Wine, Women and Walker                      | Country37 (3 Wo.)Country | Charteintritt 19. März 1966     |
| 1966 | Daddy's Coming Home (Next Week) –                                            | Country56 (1 Wo.)Country | Charteintritt 15. Oktober 1966  |
| 1966 | I’m Gonna Hang Up My Gloves –                                                | Country65 (5 Wo.)Country | Charteintritt 29. Oktober 1966  |
| 1967 | The Town That Never Sleeps Don’t Squeeze My Sharmon                          | Country38 (10 Wo.)Country | Charteintritt 28. Januar 1967   |
| 1967 | Don‘t Squeeze My Sharmon Don’t Squeeze My Sharmon                            | Country8 (15 Wo.)Country | Charteintritt 6. Oktober 1967   |
| 1967 | I Wouldn’t Take Her to a Dogfight Don’t Squeeze My Sharmon                   | Country33 (9 Wo.)Country | Charteintritt 4. November 1967  |
| 1968 | Truck Drivin’ Cat with Nine Wives –                                          | Country54 (7 Wo.)Country | Charteintritt 30. März 1968     |
| 1968 | San Diego –                                                                  | Country31 (11 Wo.)Country | Charteintritt 3. August 1968    |
| 1969 | Honky-Tonk Season Recorded Live in Dallas, Texas                             | Country52 (10 Wo.)Country | Charteintritt 8. März 1969      |
| 1969 | Moffett, Oklahoma Recorded Live in Dallas, Texas                             | Country44 (3 Wo.)Country | Charteintritt 23. August 1969   |
| 1970 | Honky Tonk Women Honky Tonkin’                                               | Country56 (4 Wo.)Country | Charteintritt 21. Februar 1970  |
| 1970 | Let’s Go Fishin’ Boys (The Girls Are Bitin’) Honky Tonkin’                   | Country52 (5 Wo.)Country | Charteintritt 27. Juni 1970     |
| 1971 | My Baby Used to Be That Way –                                                | Country71 (2 Wo.)Country | Charteintritt 5. Juni 1971      |
| 1972 | I Don’t Mind Goin’ Under (If It’ll Get Me Over You) I Don’t Mind Goin’ Under | Country74 (3 Wo.)Country | Charteintritt 5. August 1972    |
| 1973 | Soft Lips and Hard Liquor Break Out the Bottle / Bring On the Music          | Country65 (7 Wo.)Country | Charteintritt 17. August 1974   |
| 1974 | Odds and Ends (Bits and Pieces) –                                            | Country66 (8 Wo.)Country | Charteintritt 17. August 1974   |

Weitere Singles
- 1952: By Rights You Belong To Me / Out of My Arms
- 1953: Flock of Memories / What You Savin’ Your Love For
- 1954: Tell Her Lies and Feed Her Candy / You don’t need no other Daddy but Me
- 1957: Dancing Mexican Boy / Gentle Love
- 1966: I’m Gonna Live (As Long As I Can) / Little Old Wine Drinker
- 1970: God Save the Queen (Of the Honky Tonks) / Becky Who
- 1978: "T" for Texas / Pick Me Up On Your Way Down